# 쿠로사기
《쿠로사기》(クロサギ, Kurosagi)는 나츠하라 타케시 원안, 그림 쿠로마루에 의한 일본 만화이다. 단행본도 발매되고 있어 시리즈 누계 800만부를 넘는 대히트 작품이다. 2007년 제53회 쇼가쿠칸 만화상 일반인부문 수상작이기도 하다.

## 만화 소개
2003년 11월부터 2008년 7월까지 주간 영 선데이에서 연재를 시작해, 영 선데이 휴간후, 같은 해 9월부터 연재를 빅코믹 스피리츠로 옮겨 "신 쿠로사기"로 재개되었다. 국내에는 《검은 사기》라는 이름으로 소개되기도 했다. 만화의 주요 이야기는 주인공 "쿠로사기"의 아버지가 사기꾼에게 (시로사기)를 당하게 되면서 그 충격으로 가족들을 흉기로 살해하고 자신도 자살하면서 혼자 남겨진 쿠로사키는 세상의 모든 사기꾼에게 복수하기 위해, 시로사기와 아카사기 만을 상대하는 지상 최고의 사기꾼 "쿠로사기"가 되어 나서는 서스펜스 작품이다.
또한 2006년 TBS에서 연속 드라마화되어, 이 드라마에서는 첫 연속드라마 단독주연을 맡은 야마시타 토모히사는 주인공인 사기꾼 쿠로사키 역으로 악덕 시기꾼만 노리는 최고(?)의 사기꾼을 연기했다. 매회마다 게스트 배우들과 새로운 사기는 물론, 야마시타 토모히사의 여러 변장모습도 볼거리였다. 2006년의 TBS 연속 드라마 중에서, 평균 시청률에서는 NO.1을 기록하는 인기였다.
드라마의 인기에 힘입어 2008년 3월 8일, 속편이 되는 「극장판 쿠로사기」가 공개되었다.
대만, 대한민국, 베트남, 인도네시아, 태국 등에서도 출판되고 있다. 대만에서는 사인회가 개최되었다.

## 서적

### 쿠로사기
1. 쇼가쿠칸, 2004년 4월 5일 ISBN 4091531415
2. 쇼가쿠칸, 2004년 7월 5일 ISBN 4091531423
3. 쇼가쿠칸, 2004년 10월 5일 ISBN 4091531431
4. 쇼가쿠칸, 2004년 12월 27일 ISBN 409153144X
5. 쇼가쿠칸, 2005년 4월 5일 ISBN 4091531458
6. 쇼가쿠칸, 2005년 7월 5일 ISBN 4091531466
7. 쇼가쿠칸, 2005년 10월 5일 ISBN 4091531474
8. 쇼가쿠칸, 2005년 12월 27일 ISBN 4091510280
9. 쇼가쿠칸, 2006년 4월 5일 ISBN 4091510736
10. 쇼가쿠칸, 2006년 7월 5일 ISBN 4091510973
11. 쇼가쿠칸, 2006년 10월 5일 ISBN 4091511252
12. 쇼가쿠칸, 2006년 12월 28일 ISBN 4091511546
13. 쇼가쿠칸, 2007년 4월 5일 ISBN 4091511945
14. 쇼가쿠칸, 2007년 7월 5일 ISBN 4091512135
15. 쇼가쿠칸, 2007년 10월 5일 ISBN 4091512380
16. 쇼가쿠칸, 2007년 12월 28일 ISBN 4091512585
17. 쇼가쿠칸, 2008년 2월 5일 ISBN 9784091512703
18. 쇼가쿠칸, 2008년 3월 5일 ISBN 9784091512956
19. 쇼가쿠칸, 2008년 6월 5일 ISBN 9784091513342
20. 쇼가쿠칸, 2008년 9월 3일 ISBN 9784091513762

### 공식 가이드 북
1 ~ 9권 해설서
- "쿠로사기 공식 가이드 - 사기를 꿰뚫어 보는 마법의 공식"

1. 쇼가쿠칸, 2006년 5월 5일 ISBN 4091510906

### 신 쿠로사기
1. 쇼가쿠칸, 2008년 12월 26일 ISBN 9784091822581
2. 쇼가쿠칸, 2009년 3월 30일 ISBN 9784091824080
3. 쇼가쿠칸, 2009년 6월 30일 ISBN 9784091825070
4. 쇼가쿠칸, 2009년 9월 30일 ISBN 9784091826084
5. 쇼가쿠칸, 2009년 12월 26일 ISBN 9784091827845
6. 쇼가쿠칸, 2010년 3월 30일 ISBN 9784091830777
7. 쇼가쿠칸, 2010년 6월 30일 ISBN 9784091832047
8. 쇼가쿠칸, 2010년 9월 30일 ISBN 9784091834003
9. 쇼가쿠칸, 2010년 12월 30일 ISBN 9784091835338
10. 쇼가쿠칸, 2011년 4월 4일 ISBN 9784091837004
11. 쇼가쿠칸, 2011년 6월 30일 ISBN 9784091838490
12. 쇼가쿠칸, 2011년 9월 30일 ISBN 9784091840653
13. 쇼가쿠칸, 2011년 12월 27일 ISBN 9784091841889
14. 쇼가쿠칸, 2012년 3월 30일 ISBN 9784091843135
15. 쇼가쿠칸, 2012년 6월 29일 ISBN 9784091845184